# Приазовский рабочий
«Приазовский рабочий» — одна з провідних регіональних газет України. Видається російською мовою.

## Історія
Видається в Маріуполі з 9 березня 1918 року. Виходила під різними назвами. З квітня 1919 р. — «Известия Мариупольского военно-революционного комитета»; 20-і роки XX ст. — «Известия Мариупольского ревкома и парткома», «Приазовская правда», «Наша правда», «Приазовский пролетарий». У період з січня 1932 до липня 1934 газета виходила українською мовою та називалася «Приозівський пролетар». Сучасна назва — з 16 квітня 1937 року.

## Сучасність
Поширюється у Приазов'ї на півдні Донеччини, має найбільший тираж за кількістю передплатників у Донецькій області.
Газета має власну друкарню, торгову мережу і магазин. Число працівників на 2008 р. — близько 100 чол.
Газета входить в ПАТ «Приазовский рабочий», яке також включає видання «Тиждень. Аргументи, факти, події», «Дом советов», «Привет, ребята», «Приазовье-реклама» і рекламне агентство. Фактичним власником газети є компанія СКМ, якій належить 88,69 % акцій ПАТ «Приазовський робочий».
У 2008 році ЗАТ «Приазовський робочий» зайняло 5-е місце в українському Національному бізнес-рейтингу у галузі «Друкування газет».

## Інтернет-ресурси
- Сайт газети(рос.)
- Архив газеты c 2004 года(рос.)
- Избранные архивные публикации за 90 лет(рос.)
- Приазовский рабочий в списке активов SCM(рос.)